# وزغة ورقية الأصابع الإماراتية
وزغة ورقية الأصابع الإماراتية (الاسم العلمي: Asaccus caudivolvulus)، هي نوع من السحالي من فصيلة ورقيات الأصابع. إنها تستوطن الإمارات العربية المتحدة.